# Quintilio Varo
Quintilio Varo (Cremona, ... – 24 a.C.) è stato un critico letterario romano.
Varo operò nell'ambito del Circolo di Mecenate, nel quale si fece apprezzare dai poeti per la sua severità e la sua sincerità di giudizio. Amico di Virgilio e di Orazio, viene da quest'ultimo ricordato nell'Epistola ai Pisoni (versi 438-ssgg.), come esempio di professionalità; inoltre nella Ode XVIII e soprattutto nella XXIV del primo libro, dove il poeta consola Virgilio per la morte dell'amico (Levius fit patientia quidquid corrigere est nefas).
Era proprietario di un terreno presso Tivoli, non lontano da dove oggi si trovano i resti della villa di Quintilio Varo; da lui dovrebbe aver preso il nome anche il paese di Vicovaro, l'antica Varia, anche se non c'è la certezza che sia lui il Varo in questione, piuttosto che un suo omonimo.